# Воскресенская церковь (Суздаль)
Церковь Воскресения на торгу, или Воскресенская церковь — летняя церковь на главной городской площади Суздаля рядом с Торговыми рядами, построенная в 1720 году. Поблизости расположена парная зимняя Казанская церковь (1739).

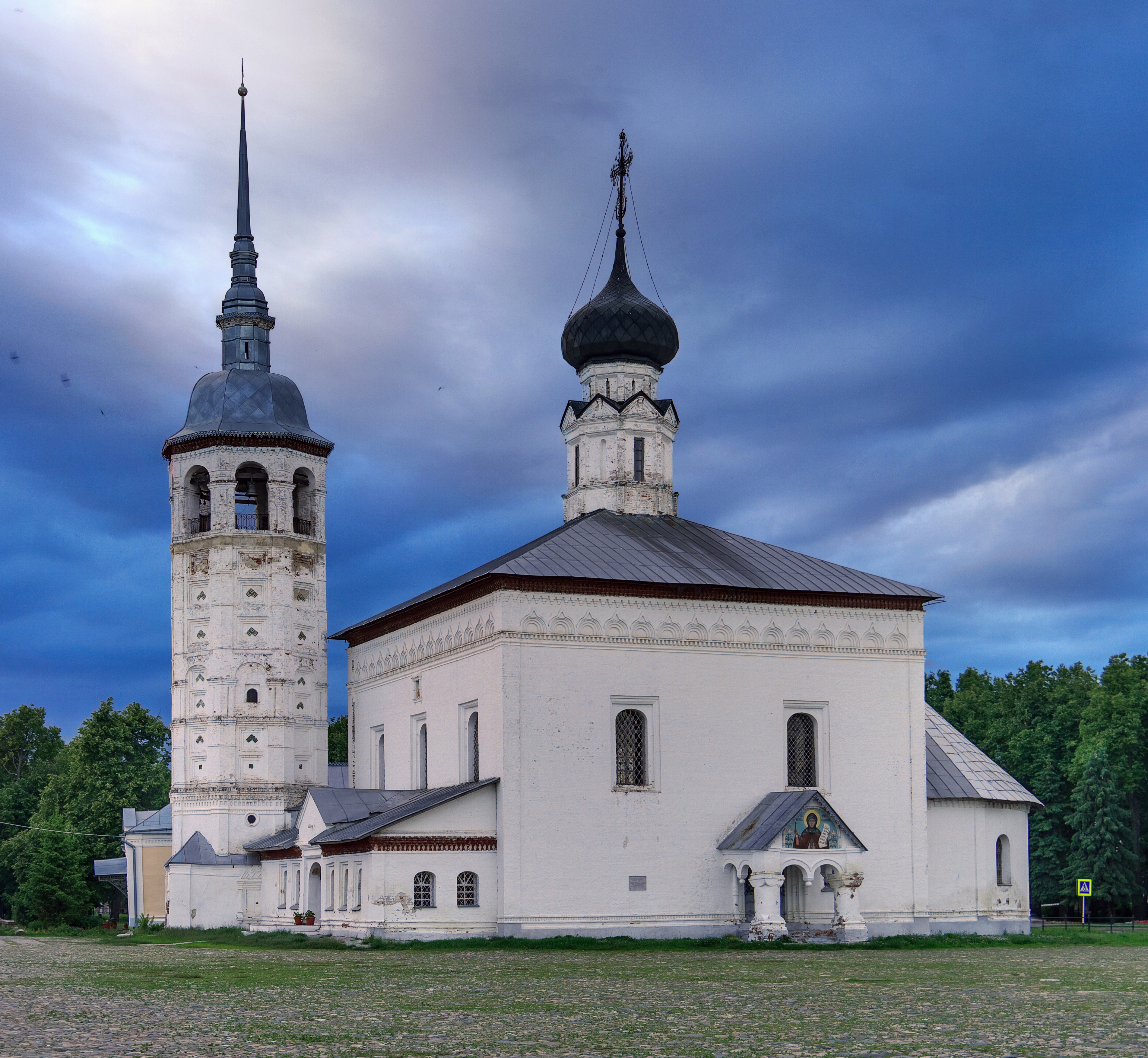
Церковь до поновления, 2017 год

Воскресенская церковь появилась на месте сгоревшей в июле 1719 года деревянной церкви и отличается простой и лаконичной архитектурой. Четверик украшен ажурным фризом из килевидных арочек и трёх рядов выступающих углами лекальных кирпичей. Окна храма лишены наличников, и лишь парадное крыльцо с арками и круглыми столбами украшает южный фасад здания. Оригинальная конструкция сводов, опирающихся всего на два столба, делает внутреннюю часть церкви более светлой и просторной по сравнению с четырёхстолпными храмами. Стены церкви украшены клеевой живописью конца XIX века, на столбах сохранились фрагменты росписи первой половины XVIII века.
Колокольня Воскресенской церкви, построенная одновременно с основным зданием, является доминантой всей торговой площади. В первоначальном виде, как и окружающие её колокольни Антипиевской, Скорбященской и Предтеченской церквей, она была невысокой. Однако позже восьмерик на четверике был надстроен и украшен карнизами и ширинками с разноцветными изразцами. Старые арки звона были заложены (следы их видны и сейчас примерно на половине высоты колокольни), и добавлен ещё один ярус. Вопреки суздальским традициям, башня колокольни завершается не шатром, а лопастным сферическим колпаком с высоким шпилем.
В 1970-е гг. в храме была выставка деревянной резьбы (одна из экспозиций Владимиро-Суздальского музея-заповедника).